# Camille Viotte
Camille Viotte, né le 18 juillet 1871 à Charquemont et mort le 2 novembre 1928 à Metz, est un général de brigade français. Il grandit au sein d’une famille modeste à Montbéliard. Son père, Charles Joseph Viotte (1837-1890), exerçait comme horloger, une profession typique de cette région jurassienne. Sa mère, Marie Josèphe Gigandet (1848-1922), était issue d’un milieu paysan. Camille Viotte a deux frères et sœurs : Julia Viotte (1876-1966) et Jules Viotte (1884-1904), qui meurt à seulement 20 ans.

## Biographie

### Famille
À l’âge de 21 ans, le 22 juin 1898, Camille Viotte épouse Marguerite Parmentier (1876-1951), fille du maire de Lunéville. De cette union naissent de nombreux enfants dont Jacques Viotte (1901-1971), Paule Viotte (1909-1978), Lucette Viotte (1911-2004), Yves Viotte (1914-2013) et  . Le mariage de Camille Viotte, alors jeune officier, nécessite l’approbation de ses supérieurs hiérarchiques.

### Carrière
Il entre à l'École spéciale militaire de Saint-Cyr en 1890, pour en sortir Lieutenant au 2e bataillon de chasseurs à pied à Lunéville.
Il entre à l'École supérieure de guerre en 1898. Cependant, en raison des modestes moyens financiers de sa famille, ses parents adressent une demande de bourse et de trousseau au ministère de la Guerre. Sans ce soutien, il leur serait impossible de financer ses études. La famille s’engage par ailleurs à rembourser la bourse si Camille ne s’engage pas pour une durée minimale de dix ans dans l’armée. La demande de bourse est acceptée le 23 août 1890 à Besançon, une décision déterminante pour l’avenir de Camille. Le 30 octobre 1890 Camille intègre Saint-Cyr à l’âge de 19 ans. La même année est marquée par un drame familial, la perte de son père, Charles Joseph Viotte.
Il s'engage volontairement pour cinq ans à Belfort le 27 octobre 1890 en tant qu'élève-soldat. Rapidement, il progresse dans la hiérarchie : il est promu caporal le 24 août 1891, puis sergent le 25 octobre de la même année, avant d’être nommé sergent-fourrier, chargé des tâches d’intendance le 20 novembre 1891. Il termine l’école le 1er octobre 1892 avec le grade de sous-lieutenant et est affecté au 2e bataillon de chasseurs à pied à Lunéville, une unité d’infanterie légère. En tant que sous-lieutenant, Camille Viotte joue un rôle clé dans l'encadrement des hommes, en supervisant leur entraînement et leur préparation au combat. Cette première affectation constitue une étape fondamentale dans la construction de son identité militaire. Reconnu pour ses qualités, il reçoit des appréciations élogieuses de ses supérieurs, comme en témoigne un rapport du chef du 2e bataillon de chasseurs à pied de Lunéville : « Viotte est bien noté par son corps d’armée. C’est un officier instruit, intelligent, zélé et consciencieux. Ne mérite que des éloges. Sert avec exactitude et avec entrain. Très intelligent, travailleur, actif. Santé vigoureuse. ». Il est promu lieutenant le 1er octobre 1894, et est ensuite employé comme officier adjoint auprès du major de la garnison de Lunéville.
Camille Viotte reste affecté au 2e bataillon de chasseurs à pied à Lunéville jusqu'en 1895, date à laquelle il est transféré à un autre régiment ; après son affectation à Lunéville, Camille Viotte est transféré au 2e régiment de chasseurs à pied à Amiens, où il poursuit sa carrière militaire. 
Il est nommé le 6 novembre 1902, Officier d’ordonnance du général adjoint du gouverneur de Belfort. Il est ensuite capitaine  successivement au 146e régiment d'infanterie à Toul, à la 48e division d'infanterie, à la 43e division d'infanterie, et à la 22e division d'infanterie à Vannes. 
Le 9 avril 1903 ; il accède au grade de capitaine. À ce titre, il assume de hautes responsabilités dans la gestion des hommes et des opérations militaires. À l’approche de la Première Guerre mondiale, Camille Viotte est un officier expérimenté, et est affecté au 152e régiment d'infanterie basé à Gérardmer, dans les Vosges. Le 152e régiment d’infanterie, surnommé « les Diables rouges » pour leur bravoure, est une unité de prestige. Stationné dans une région frontalière proche de l'Allemagne, ce régiment fait partie des troupes chargées de défendre les zones montagneuses et les points stratégiques des Vosges, dans un contexte de tension croissante entre la France et l'Allemagne à la veille de la guerre.
Le 28 juillet 1914, l’archiduc François-Ferdinand est assassiné par un nationaliste serbe ; les tensions étant à leur apogée l’Autriche-Hongrie déclare la guerre au royaume de Serbie ; en vertu des différentes alliances conclues les puissances européennes se déclarent une à une la guerre ; ainsi la France déclare la guerre à l’Autriche-Hongrie le 12 aout 1914. Ainsi, Viotte, promu capitaine depuis le 9 mai 1903 entre dans la guerre comme des millions d’autres hommes. Tout au long de sa carrière il participe à énormément d’offensives et contre-offensives qui sont retranscrites dans son dossier militaire, dossier qui détaille également les unités auxquelles il est affecté et son rôle au sein de celles-ci. 
Pour commencer, Viotte à largement participé à la bataille des Frontières : dans la période du 2 août au 15 septembre 1914 il était capitaine d’état-major de la 22e division ; il a participé à la bataille de Maissin (22 août, en Belgique), la bataille de Saint-Quentin (ou bataille de Guise, 27 août), la bataille de la Marne (5-12 septembre) et enfin la bataille de Saint-Hilaire-le-Grand (ou bataille de Champagne, 15 septembre).
Par la suite, du 15 septembre 1914 au 13 mars 1915 il a été chef de bataillon du  19e régiment d'infanterie, il a alors participé à la bataille de Sillery-Puisieux (16-18 septembre 1914), la bataille de Thiepval (fait partie des batailles de la Somme, 6-7 octobre) et enfin à l’attaque de La Boisselle (17 décembre).
Du 13 mars 1915 au 18 août 1916 il est commandant en chef d’état-major de la 40e division d’infanterie ; il participe ainsi aux offensives du bois de La Gruerie et de Bagatelle (Lieux-dits et hameaux aux abords de Vienne-le-Château dans la Marne et aux grandes batailles de Champagne (25 septembre-6 octobre 1915) mais aussi à la bataille de Verdun (15 mars-2 juin 1916), il est par la suite envoyé vers Baccarat.
Il acquiert le grade de lieutenant-colonel et commande le 230e régiment d'infanterie du 18 août 1916 au 1er février 1917. Il est renvoyé à Verdun puis participe à la reconquête du fort de Douaumont lors de la bataille du même nom (24-28 octobre).
À l’issue de la reconquête française il devient sous-chef d’état-major au 12e corps d'armée le 24 janvier 1917, puis chef d'état-major du 13e corps d'armée le 1er juin 1918. Il fait les campagnes d’Italie. Après la campagne d'Italie, il est reconnu officier de la Couronne d'Italie et reçoit la Croix de guerre italienne (8 août 1918). Il est fait commandeur de Saint-Michel et Saint-Georges de Grande-Bretagne, toujours au même grade ; et est envoyé sur le front alpin du 11 avril 1917 au 1er juin 1918 dans le cadre du soutien allié à l’Italie, après la très lourde défaite à Caporetto contre l’armée austro-allemande. 
Pour finir le lieutenant-colonel Viotte revient en France avec le rôle de sous-chef d’état-major du 13e corps d'armées du 1er juin 1918 au 15 septembre 1919 ; il participe aux offensives de la Vesle et à l’attaque de la Hundling-Stellung (25 octobre-4 novembre).
Il est promu colonel en 1923, il est affecté au 163e régiment d'infanterie dans la Sarre,en Allemagne.
Il est nommé général de brigade en 1927, il reçoit le commandement de la 42e division d'infanterie à Metz.
En 1928, les médecins diagnostiquent à Viotte une bronchite congestive, c'est-à-dire une bronchite aiguë, qui est caractérisée par des crachements de sang dus à son exposition aux gaz lors de la guerre. De plus, Camille Viotte constate qu’il a des gênes au niveau de la vessie. Ces gènes amènent le médecin à penser qu’il a un cancer de la vessie. D’après le rapport du 1er novembre 1928, Camille Viotte l’aurait ignoré jusqu’à sa mort. Il lui est conseillé de prendre des congés à Larmor près de Lorient durant deux mois. Cependant, ses congés se font à Vannes du 16 juin au 16 août 1928 ; mais cela n’a pas arrangé son état de santé. Il meurt le 2 novembre 1928 à l’âge de 57 ans à Metz. Il est enterré à Lunéville auprès de sa femme et de sa belle-famille le 5 novembre 1928.
Le général Viotte laisse derrière lui sa femme et deux de ses trois enfants, dont Yves Viotte qui marchera dans les pas de son père en devenant à son tour général à l'issue de la Seconde Guerre mondiale. Il meurt en fonction à l'âge de 57 ans, et est inhumé à Lunéville le 5 novembre 1928.

## Citations à l'ordre de l'Armée
Nommé Chevalier de la Légion d'honneur le 5 mars 1915, il est Chef de Bataillon, Commandant le 2e Bataillon du 19e régiment d'Infanterie :
- « A fait preuve, en toutes circonstances, des plus belles qualités militaires, notamment le 5 Octobre 1914, en ramenant lui-même, deux fois, à l'assaut de la position attaquée, les hommes de deux Compagnies de son régiment, et en les maintenant pendant plus d'une heure sous un feu d'enfer de mitrailleuses. »
- « Le 17 Décembre 1914, où, chargé de la mission la plus périlleuse dans le secteur des attaques, il maintenait son bataillon pendant plusieurs heures sous des feux venant de trois directions, à dix mètres de la lisière d'un village, donnant personnellement l'exemple de la plus grande bravoure et du plus grand sang-froid, perdant dans cette action les trois quarts de l'effectif qu'il commandait. »
- « Le 7 Février 1915, en dirigeant une contre-attaque sur des excavations de mine, occupées par les Allemands, et en lui imprimant une telle énergie qu'une seule Compagnie de son Bataillon réussissait à repousser l'ennemi en lui tuant 120 à 130 hommes. » (à Ovillers la Boisselle).

Chef d'État-Major de la 40e division d’infanterie, le 2 novembre 1915 :
- Bataille de Champagne (1915) « Chef d'État-Major remarquablement doué. A montré les plus belles qualités d'intelligence, de méthode et de sens tactique aiguisé dans la préparation et l'exécution des attaques des 25, 26 Septembre 1915 et dans l'organisation du terrain conquis. »

Nommé Officier de la Légion d'honneur le 14 novembre 1916, il est Lieutenant-colonel, Commandant le 230e Régiment d'Infanterie :
- Bataille de Verdun « Chef de Corps d'une grande valeur et d'une activité exceptionnelle : a amené à l'attaque du 24 Octobre 1916 un régiment remarquablement préparé, a eu, malgré l'opiniâtreté de la défense ennemie, conserver la direction de l'action et enlever de haute lutte les objectifs qui lui avaient été assignés. »

## Décorations
- Chevalier de la Légion d'honneur en 1915,
- Officier de la Légion d'honneur en 1916,
- Chevalier-commandeur honoraire de l'ordre de Saint-Michel et Saint-Georges en 1918,
- Chevalier de l'ordre de la Couronne d'Italie en 1918,
- Croix de guerre 1914-1918 avec 4 palmes et 1 étoile,
- Médaille commémorative de la guerre 1914–1918,
- Croix du Mérite de la guerre (Italie),
- Chevalier du Mérite Militaire d'Espagne.

## Sources
- Musée des Étoiles
- base Léonore